# Fisher (Illinois)
Fisher es una villa, en el condado de Champaign, en el estado estadounidense de Illinois que fundado en 1875. La población era 1,647 en el censo del 2000, y 1,764 en 2009.

## Geografía
Fisher se localiza a 40°18′57″N 88°20′55″O / 40.31583, -88.34861 (40.315817, -88.348601).
De acuerdo a la Oficina del Censo de los Estados Unidos, la villa tiene un área total de 1.0 millas cuadradas (2.6 km²), toda de tierra.

## Demografía
Según el censo de 2000, había 1.647 personas, 630 hogares y 469 familias que residían en la villa. La densidad de población era de 1,660.4 personas por milla cuadrada (642.3/km ²). Había 667 viviendas en una densidad media de 672.4/sq mi (260.1/km ²). La distribución por razas de la aldea era 98.85% blancos, 0.24% nativos americanos, 0,18% de otras razas, y 0,73% de dos o más razas. Hispanos o latinos de cualquier raza eran el 0,30% de la población.
Había 630 casas de las cuales 37.6% tenían niños menores de 18 años que vivían con ellos, el 62,1% son parejas casadas que viven juntas, 8.7% tenían un cabeza de familia mujer sin presencia del marido y 25.4% eran no-familias. 21,6% de todas las casas fueron compuestos de individuos y 9.2% tienen a alguna persona anciana de 65 años de edad o más. El tamaño medio de la casa era 2.61 y el tamaño de la familia era 3.06.
En la villa la población separada es 28.7% menor de 18 años, 7.0% de 18 a 24, 30.3% de 25 a 44, 20.0% de 45 a 64, y 14.0% tiene más de 65 años de edad o más. La edad media fue de 35 años. Para cada 100 mujeres había 97.5 varones. Por cada 100 mujeres mayores de 18 años, había 93,7 hombres.
La renta media para una casa en la villa era 41.891 dólares, y la renta mediana para una familia era $ 50.050. Los varones tenían una renta mediana de $ 33.125 contra $ 21.167 para las mujeres. El ingreso per cápita de la villa era $ 18.262. Cerca de 3.7% de familias y 3.6% de la población estaban por debajo de la línea de pobreza, incluyendo 2.8% de los menores de 18 años y 1.0% de esos son mayores de 65 años.